# 1875 na música

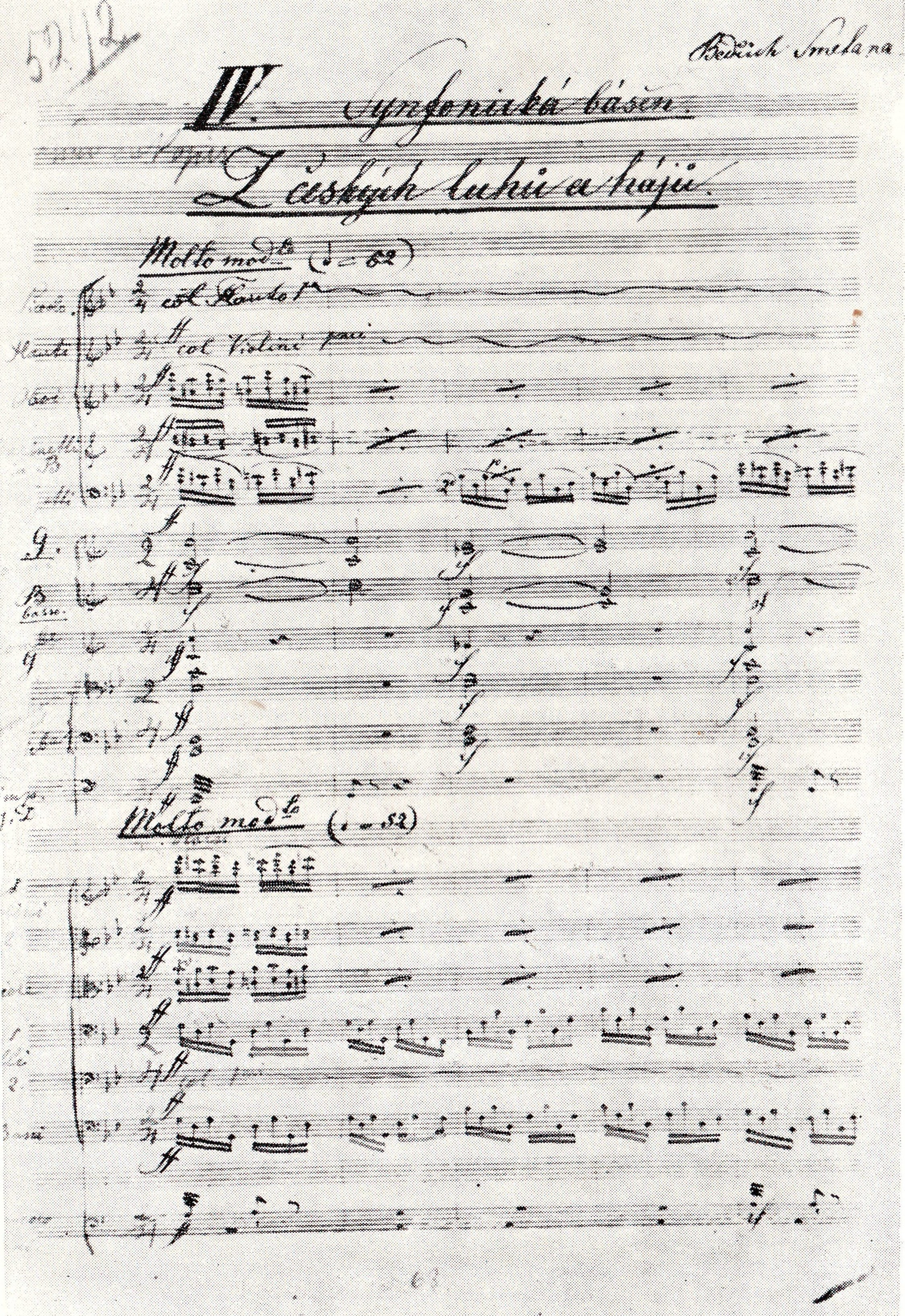
Partitura Musical

## Nascimentos
| Data          | Nome              | Profissão                          | Nacionalidade | Observações | Ref |
| ------------- | ----------------- | ---------------------------------- | ------------- | ----------- | --- |
| 14 de Janeiro | Albert Schweitzer | teólogo, músico, filósofo e médico | França        | m. 1965     |     |
| 7 de Março    | Maurice Ravel     | compositor                         | França        | m. 1937     |     |

## Mortes
| Data       | Nome          | Profissão  | Nacionalidade | Observações | Ref |
| ---------- | ------------- | ---------- | ------------- | ----------- | --- |
| 3 de Junho | Georges Bizet | compositor | França        | n. 1838     |     |